# Gnatholepis anjerensis
Gnatholepis anjerensis é uma espécie de peixe da família Gobiidae e da ordem Perciformes.

## Morfologia
- Os machos podem atingir 8,4 cm de comprimento total.[5][6]

## Habitat
É um peixe de clima tropical e associado aos recifes de coral que vive entre 1–46 m de profundidade.

## Distribuição geográfica
É encontrado desde o Mar Vermelho e África Oriental até ao Havaí, nas Ilhas Marquesas e nas Ilhas da Sociedade.

## Comportamento
É bentónico.

## Observações
É inofensivo para os humanos.